# Байдаківка (притока Омельника)
Байдаківка — річка в Україні у Онуфріївському районі Кіровоградської області. Права притока річки Омельника (басейн Дніпра).

## Опис
Довжина річки приблизно 5,70 км, найкоротша відстань між витоком і гирлом — 4,92 км, коефіцієнт звивистості річки — 1,16. Формується декількома струмками та загатами. На деяких ділянках річка пересихає.

## Розташування
Бере початок на північно-західній околиці села Байдакове й тече переважно на північний захід через село. На південно-західній околиці села Омельник впадає в річку Омельник, праву притоку річки Дніпра.

## Цікаві факти
- На річці існують птахо-тваринна ферма (ПТФ), газгольдер та декілька газових свердловин[2].